# Berkey (Ohio)
Berkey ist ein Dorf in Lucas County, Ohio, Vereinigte Staaten und liegt unmittelbar an der Grenze zu Lenawee County, Michigan. Im United States Census 2020 hatte der Ort 275 Einwohner.

## Geografie
Berkey liegt im Lucas County, Ohio, und grenzt im Norden an Lenawee County, Michigan. Der dort gelegene Ort Riga ist über den Riga Highway erreichbar. Zentral durch Berkey verläuft die Sylvania Metamora Road, über die in westliche Richtung Metamora und in östliche Richtung Sylvania erreicht werden können. Die nächste Großstadt ist Toledo, welche etwa 25 km östlich gelegen ist. Südöstlich befindet sich das Irwin Prairie State Nature Preserve, dessen Feuchtwiese bei Vogelbeobachtern beliebt ist.

## Geschichte
Berkey trug zunächst den Namen Riga. Der heutige Name bezieht sich auf Richard K. Berkeybile, der ab 1837 einer der erste Postbeamte in Riga war. 1870 erfolgte die Umbenennung und dies wird als Gründungsdatum des heutigen Berkey angesehen. Ein weiterer Postbeamter früher Jahre, Lucian Bonaparte Lathrop, wurde 1852 Abgeordneter der Demokraten im Repräsentantenhaus von Ohio.
1902 eröffnete die Toledo & Western Railway (T&W) eine Interurban-Strecke von einer Allen Junction genannten Abzweigung ihrer Bahnstrecke Toledo–Adrian westwärts über Berkey und Morenci nach Fayette. Der mit elektrischen Triebwagen durchgeführte Personenverkehr wurde bereits 1933 eingestellt. Im selben Jahr wurde die Bahnstrecke von Allen Junction bis Morenci an die neu gegründete Ohio and Morenci Railroad verkauft, die den Güterverkehr fortführte. Nachdem die T&W ihre Strecke in Toledo 1935 stilllegte, wurde Berkey zum östlichen Endpunkt der nun mit Diesellokomotiven betriebenen Bahnstrecke aus Morenci. 1950 wurde dieser verbliebene Streckenteil stillgelegt und wenig später abgebaut.

## Demografie
Beim Census 2020 verzeichnete Berkey 275 Einwohner; verteilt auf 110 Haushalte. Die Beschäftigungsquote lag zu diesem Zeitpunkt bei 64 % und das Durchschnittsalter bei 49 Jahren. Das Durchschnittseinkommen pro Haushalt betrug 108.409 $ (Zum Vergleich: Der Durchschnitt für die USA lag 2023 bei 80.610 $, der von Ohio bei 67.769 $.).

## Politik
Berkey ist administrativ Teil des Richfield Township.

## Persönlichkeiten
Mit Berkey verbunden:
- Lucian Bonaparte Lathrop (1800–1873), Abgeordneter im Repräsentantenhaus von Ohio und Freimaurer